# Kuchyně Rovníkové Guineje

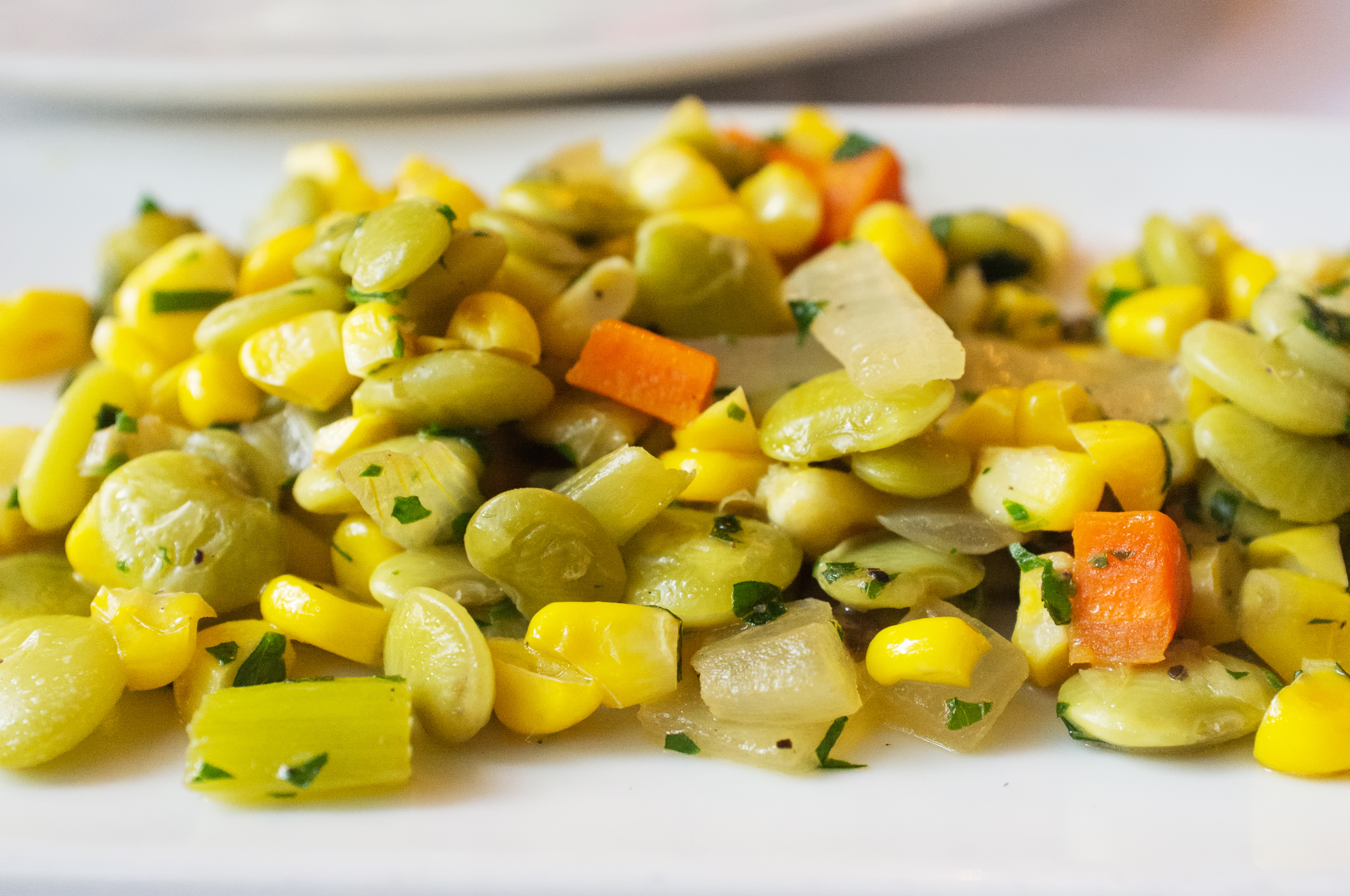
Succotash

Kuchyně Rovníkové Guineje je kombinací španělské a africké kuchyně. Používá ryby, maso (hlavně kuřecí), chilli, plantainy, batáty (sladké brambory), ovoce, chlebovník, arašídy, maniok nebo šneci.

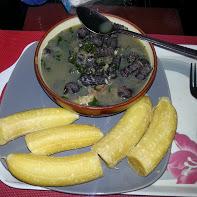
Peppersoup s plantainy

## Restaurace
V Rovníkové Guineji je velmi málo restaurací, téměř všechny jsou ve městech Malabo a Bata. Tyto restaurace jsou velmi drahé a obvykle nabízejí španělskou a evropskou kuchyni.

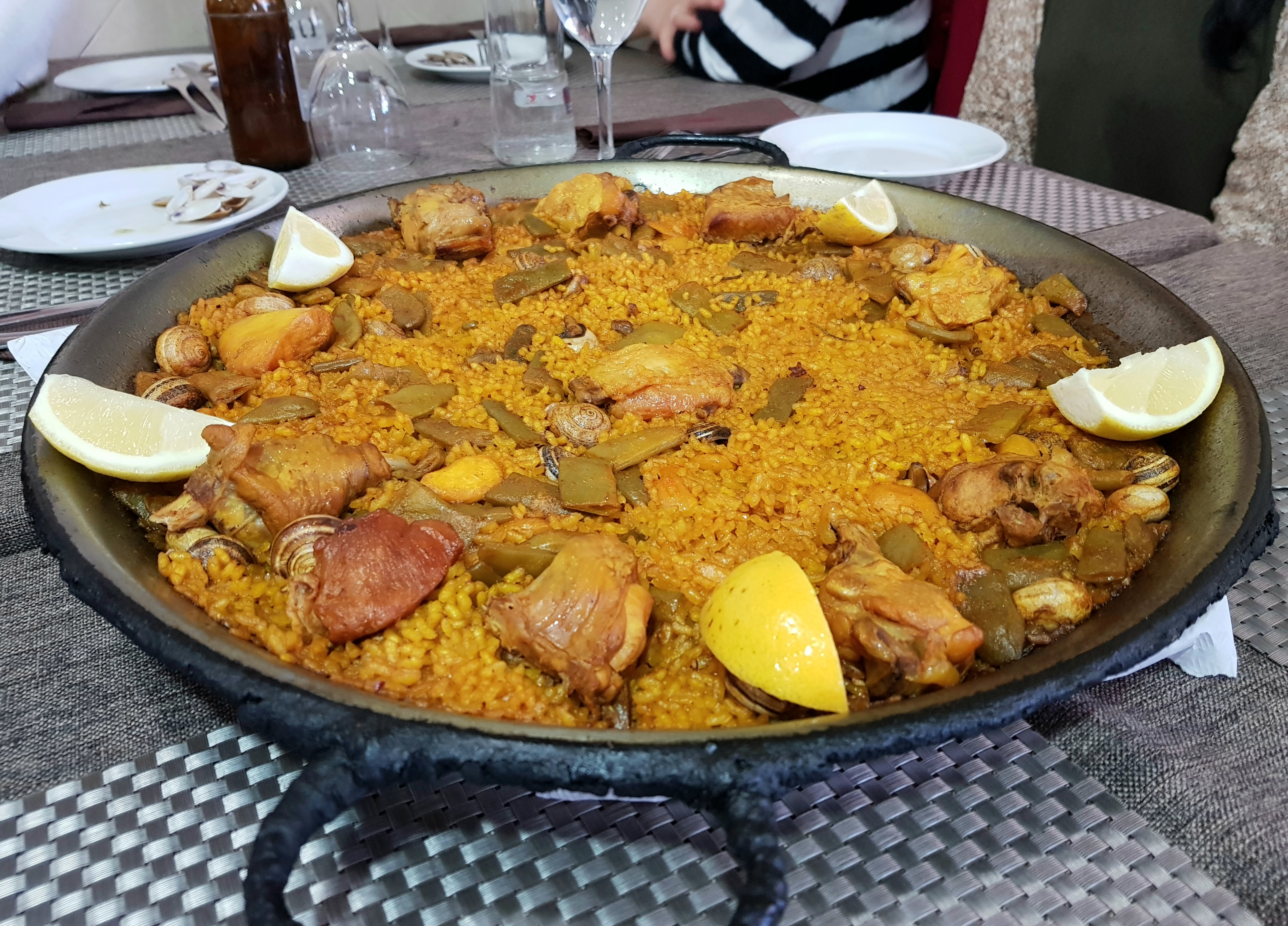
Paella

## Příklad pokrmů z Rovníkové Guineje
- Peppersoup, polévka z papriky, masa a arašídů
- Succotash, pokrm z kukuřice a fazolí
- Paella, původem španělská smažená rýžová směs
- Akwadu, zákusek z pečených banánů, kokosu a medu[3][4]
- Kuře ve smetanové omáčce[1][2]

## Nápoje
Populární je palmové víno, malamba (alkoholický nápoj z cukrové třtiny), osang (africký čaj) nebo pivo.